# Schistura udomritthiruji
Schistura udomritthiruji és una espècie de peix de la família dels balitòrids i de l'ordre dels cipriniformes.

## Etimologia
El seu nom científic honora la figura de Kamphol Udomritthiruj, el qual va proporcionar els primers exemplars d'aquesta espècie.

## Morfologia
- El cos fa 4,8 cm de llargària maxima i és, en vida, de color blanc a groguenc. La part superior del cap és grisa fosca o clapejada. Llavis i barbetes sensorials amb pigmentació negra. Presenta entre 7 i 9 franges grises fosques que arriben, ventralment i com a mínim, al nivell de la base de l'aleta pectoral.
- El cap és d'una amplada creixent entre la boca i el final de l'opercle.
- La boca és dues vegades més ampla que llarga.
- 12 radis tous a l'aleta dorsal i 8 a l'anal.
- Aleta caudal hialina, amb 9+8 radis ramificats, profundament bifurcada i amb els lòbuls arrodonits.
- Les aletes pèlviques tenen 6 radis ramificats i la pectoral 9.
- La línia lateral acaba per damunt de la base de l'aleta anal.
- Les franges de la meitat posterior del cos són dues vegades tan amples com els espais intermedis.[2][4]

## Hàbitat i distribució geogràfica
És un peix d'aigua dolça, demersal i de clima tropical, el qual viu als rierols que desemboquen al mar d'Andaman del sud de Tailàndia. Comparteix el seu hàbitat amb Schistura robertsi, Homaloptera smithi, Akysis pulvinatus, Hara filamentosa, Mastacembelus armatus i gòbids.

## Observacions
És inofensiu per als humans.